# 結月りあ
結月 りあ（ゆづき りあ、2002年6月13日 - ）は、日本のAV女優。ティーパワーズ所属。

## 略歴
東京都出身。2023年6月27日にS1 NO.1 STYLE（エスワン）専属女優としてデビュー。
2024年5月7日、S1 NO.1 STYLE専属からの卒業とアタッカーズへの専属移籍を自身の公式X(旧Twitter)アカウントにて発表。
2025年3月25日、アタッカーズとの専属契約終了と企画単体女優への転向を自身の公式X(旧Twitter)アカウントにて発表。
2025年5月には、埼玉県・しらこばと水上公園で行われたプール撮影会『TREND GIRLS撮影会2025』に参加。

## 人物
特技: 料理、お菓子作り
趣味: ちいかわグッズ収集

## 作品

### アダルトビデオ
- 新人NO.1STYLE 結月りあAVデビュー 今、いちばん抱きたい現役女子大生（6月27日、S1 NO.1 STYLE）
- 今、いちばん抱きたい現役女子大生’結月りあ’生まれて初めて味わう快感に思わずめちゃイキ! 初体験＆初絶頂3本番150分スペシャル（7月25日、S1 NO.1 STYLE）
- 交わる体液、濃密セックス 清楚女子大生の隠された性欲が爆発する濃厚3本番ノーカットスペシャル 結月りあ（8月22日、S1 NO.1 STYLE）
- 激イキ199回! 痙攣5500回! イキ潮2100cc! 抑圧された箱入りお嬢様結月りあエロス覚醒 はじめての大・痙・攣 4本番スペシャル 結月りあ（9月26日、S1 NO.1 STYLE）
- 今、いちばん抱きたいむっちりボディを密着させて心地よい淫語と全力追撃サービスで極上射精へ誘う超快感メンズエステ 結月りあ（10月24日、S1 NO.1 STYLE）
- 現役女子大生の60日間初禁欲! 可憐な肉体からアドレナリン爆発 理性ブッ飛び痙攣しまくり 痴女責め大絶頂FUCK 結月りあ（11月28日、S1 NO.1 STYLE）
- 彼女の親友のむっちむち肉感ボディ誘惑に負けた僕は狂ったように貪りハメ狂った彼女不在の2日間 結月りあ（12月26日、S1 NO.1 STYLE）

- 出張先で軽蔑している中年セクハラ上司とまさかの相部屋に… 朝まで続く絶倫性交に不覚にも感じてしまったむっちり早熟ボディ新人社員 結月りあ（1月30日、S1 NO.1 STYLE）
- 新卒入社した部下に朝まで中出しし続けた強制相部屋、研修旅行。 結月りあ（6月4日、アタッカーズ）
- 都会に引っ越してきたばかりの無防備過ぎる田舎妻 結月りあ（7月2日、アタッカーズ）
- 「わたし、人のモノが欲しくなっちゃうの」 結婚間近の僕が女友達と溺れるようにセックスした数日間の話。 結月りあ（8月6日、アタッカーズ）
- 親父の再婚相手は俺の同級生で初恋のひとだった。 結月りあ（9月3日、アタッカーズ）
- 単身赴任中の僕に優しい隣人の結月さんに何度も何度も精子を搾り取られた。 結月りあ（10月1日、アタッカーズ）
- 唾液が混じり合う密室接吻社長室 結月りあ（11月5日、アタッカーズ）
- 飲み会で酔いつぶれた僕が目を覚ますと社内で一番可愛い同僚の部屋でした。 結月りあ（12月3日、アタッカーズ）

- ひと夏の関係。旅先で出会った名前も知らない女の子とどちゃくそハメまくった。 結月りあ（1月7日、アタッカーズ）
- 私を舐め犯す義父の接吻 結月りあ（2月4日、アタッカーズ）
- 無口でミステリアスな彼女のお姉さんはいつも無防備なノーブラ姿で乳首が透けていて…。 結月りあ（3月4日、アタッカーズ）
- 「AVに出ていた事をバラされたくないよね?」 僕の命令に絶対逆らえない生意気な姉にメイド服を着させた。 結月りあ（4月1日、アタッカーズ）
- 派遣マッサージ師にきわどい秘部を触られすぎて、快楽に耐え切れず寝取られました。 結月りあ（4月22日、ダスッ!）
- 最高級美女中出しソープ 結月りあ（5月8日、アイエナジー）
- 常夏沖縄でなんだか開放的な気分!! 水着のままでOK!! Vラインギリギリマッサージで困惑!? 3 結月りあ 三岳ゆうな 美波汐里（5月8日、LEO）全3名
- アナルのシワの数までハッキリわかる! ノーモザイク連続絶頂アナル見せオナニー 33（5月22日、アイエナジー）全12名
- 地味メガネ巨乳の事務員と… 職場で、ホテルで、ハメまくった。妻とレス状態の僕と頼めばヤれる都合のイイ彼女の抜け出せない不倫沼。 結月りあ（5月27日、Million）
- 淫口 アナタを見つめながら射精まで誘うご奉仕フェラ 結月りあ（6月3日、MAX-A ）
- 門外不出…?のはずが。 「＃地下アイドルと繋がりたい」 個別オフパコ裏枕営業 撮影会。（6月3日、ナンパJAPAN）※「りあさん」名義
- 愛妻は俺と親父の女王様 結月りあ（6月5日、プラネットプラス/七狗留）
- 産婦人科痴●!! 26 何も知らない若妻に治療と称して中出しまでっ!! 沙月ふみの 三岳ゆうな 結月りあ（6月6日、LEO）全3名
- 妻と巨根青年のモーニングルーティン 朝から硬くそったカリデカ巨根を挿れられて… 結月りあ（6月10日、JET映像）
- 彼氏を責めたことなんてないJ系美少女が【初めてのM男いじめ】敏感M反応に徐々にハマってエロエロS痴女覚醒! 「勝手にイッちゃダメだからね～」 乳首責め手コキ、顔騎責め、エンドレス寸止め//暴発しちゃうMチンに生のまんま跨りエチエチ腰振り騎乗位でイキまくる!（6月10日、脱ぐのは恥だがペニス立つ NGHJ-015）全4名
- 素人女子大生限定! せまーいお風呂で童貞君と初めての密着混浴体験! 濡れタオル透け乳首観察、あわあわおっぱいモミ洗い、おち○ぽ皮剥き洗いで赤面発情! そのまま優しく一生忘れられない筆下ろし & 連続中出しSEX!!（6月13日、赤面女子 SKMJ-639）全4名
- ＃高額 ＃即日現金 ＃ホワイト案件 ＃簡単な仕事本当にあった! 地雷系女子を食い物にする‘病み’バイトの実態 静河 前田美波 結月りあ（6月20日、DOC）全3名
- 憧れの日焼けした陸上部先輩と一つ屋根の下 結月りあ（6月27日、TMA）
- 完全飼育 密室エンドレス調教 結月りあ（7月1日、マックスエー）
- ゴミ部屋化した義父の部屋に放置された大量のシコティッシュを掃除したら逆恨みされ四六時中変態SEXを強要されました…。 結月りあ（7月11日、人妻花園劇場）

### アダルトVR
- VR NO.1 STYLE 結月りあ 解禁 今、いちばん抱きたいむっちりボディを完全独占! 最高の密着距離でひたすらSEXに没頭する究極同棲VR（12月2日、S1 NO.1 STYLE）

- 「ここまでなら浮気じゃないよね?」 初めて会った彼女の姉に完全にロックオンされ、近くに彼女がいても、一人になった途端に現れて即抜き即セしていく1泊2日 結月りあ（5月5日、unfinished）
- 全て察して無言でご奉仕 完全育成済み美乳全裸メイド 結月りあ（5月6日、こあらVR）
- 僕の上に乗ってやたらとエロい腰使いでおねだりしてくる美乳義妹の家庭内パパ活 結月りあ（5月9日、KMPVR-彩-）
- 即コキ! 即尺! 即ハメ! 朝から晩まで会ったらその場で射精し放題! 半端なく都合の良いゆるカワ女子大生にノートも膣も借りまくり中出し性活 結月りあ（5月18日、KMPVR-彩-）
- ウチの妻はたぶん不倫してます。ムカつくので毎日、当てつけのように中出ししてやってます。軽蔑されても、睨まれても、ぶつくさ文句を言われても、絶対にやめる気はありません。だってボクたちは夫婦だから…。結月りあ（5月29日、unfinished）
- 酔っ払った彼女を初めて見た いつもと別人みたいに終始ニコニコ笑ってベタベタ密着してキスおねだりして超甘えん坊ムーブ発動 どすけべ覚醒した“りあ”と大ハッスル鬼エロほろ酔いセックス（6月4日、kawaii*）
- 祝日の朝…朝帰りで爆睡している姉が可愛すぎて、イタズラしてたら弟の僕のことをカレシだと勘違いして【寝ぼけ馬乗り杭打ち騎乗位】してきて何度も射精しちゃった。 結月りあ（6月5日、SODクリエイト）
- No.1になりたい新人キャバ嬢をそそのかし豊胸施術と偽って媚薬おっぱいアクメ乳首イキ開発エステ 結月りあ（6月10日、こあらVR）

### アダルト動画配信
- 担当:R (oremo351)（5月1日、俺の素人-Z-）
- kiria (sth111)（5月6日、素人ホイホイSH）
- メンズ脱毛サロン 3 ♯VIO♯広告♯かわいい♯勃っても大丈夫（5月9日、ハラスメント HRSM-096）※配信作品「担当:R」(oremo351)を収録。全4名
- 【顔騎の女神】早朝に男を喰い漁る散歩系配信者! 介抱するふりして顔面騎乗位をかます! 苦しいけど幸せ過ぎてチ●ポがフル勃起! むっちり尻の立体感を0距離で堪能! 脱ぐと更に凄いFカップおっぱい炸裂! 究極のパイズリと腰振りで何度も精子を搾り取る! 【なまハメT☆kTok】【Ria】（5月11日、街角シロウトナンパ）
- 【好きだよ…?とガチ恋距離で本気で墜としにかかるあざカワキャバ嬢】好きな人には尽くしまくる従順な美女がフェラチオご奉仕! 絶対彼氏にしてやる!という強い思いから生チン中出しSEXでも構わない超ハレンチプレイ計3発射!!!【あまちゅあハメREC＃りあ＃キャバ嬢】(mfcs165)（5月13日、MOON FORCE 2nd）
- コンカフェ巨乳女子りあ (simt013)（5月18日、しろうとまんまん特定班）
- 会社でもモテモテな小悪魔美少女部下 × 抱き心地抜群な淫乱BODYを貪りハメ狂う【りあ(OL)】（5月21日、MOON FORCE）
- ゆあちゃん (erk092)（5月24日、素人ホイホイ）
- りあ (spay583)（6月1日、素人ペイペイ）
- ゆーりあ (xxgg004)（6月1日、ぎがdeれいんMk-II）
- りあ (nost058)（6月5日、ネオシロウト）
- りあ (orecz147)（6月9日、俺の素人-Z-）
- 【#病みバイト】担当ぴのためにSNSで見た高額バイトに応募したら金持ちのキモおぢ×3から検体(精子)を採集する仕事でぴえん^^【りぁちゃむ(20)】(ddh330)（6月12日、ドキュメント de ハメハメ）
- チアガール♯青春♯部活動♯きつねダンス♯生中出し 2（6月12日、素人39）※配信作品「りあ」(spay583)を収録。全4名
- りあ (ewdx543)（6月15日、E★人妻DX）
- ホテルPR動画に出演する煌びやかな元同級生巨乳妻 遭遇不倫でお泊り時間をチョメチョメ愉しんでみた!? 碓井せりな 結月りあ 芦名ほのか（6月15日、ロータス）※配信作品「りあ」(ewdx543)を収録。全3名

### イメージビデオ
- Ria Real paradise 結月りあ（2023年10月5日、REbecca）
- りあるたいむ 結月りあ（2025年5月25日、アースダイバー）

### 写真集
- 結月りあ写真集『りあるたいむ』（2025年5月23日、ジーウォーク、撮影：篠原潔）ISBN 978-4-86717-850-8 [4]

## 出演

### ラジオ
- KalatLunch（2024年10月10日、渋谷クロスFM）※マンスリーアシスタント

### Web配信
- 大槻ひびきのお尻ペン吉だよ！（2024年10月7日 、ニコニコ生放送）※ゲスト出演